# Хронологія винаходів людства у XXI столітті
Хроноло́гія ви́находів лю́дства у XXI столі́тті — упорядкований в хронологічному порядку список технологічних винаходів людства, створених у XXI столітті.

## 2000-ті

### 2001
- Цифрове супутникове радіо[1][2]
- Автономне штучне серце[3]
- Гнучкий дисплей[4][5]
- «Розумний пил» (концепція розподіленої мережі мініатюрних сенсорів).[6]
- Гіперзвуковий літальний апарат: Boeing X-43[7]
- Алгоритм PageRank: Сергій Брін, Ларрі Пейдж[8]
- Передача запаху через інтернет (iSmell[en])[9]

### 2002
- Штучна сітківка ока.[10][11][12][13]
- Проєкційна клавіатура: Фірми «Canesta» і «VKB»[14][15]
- Нанотехнологічні водо- і брудовідштовхуючі покриття.[16]
- «Розумні» лижі з активною комп'ютерною стабілізацією: компанія «Head NV»[17][18]
- Аерогель[19][20]
- Microsoft Tablet PC — початок ери планшетних комп'ютерів

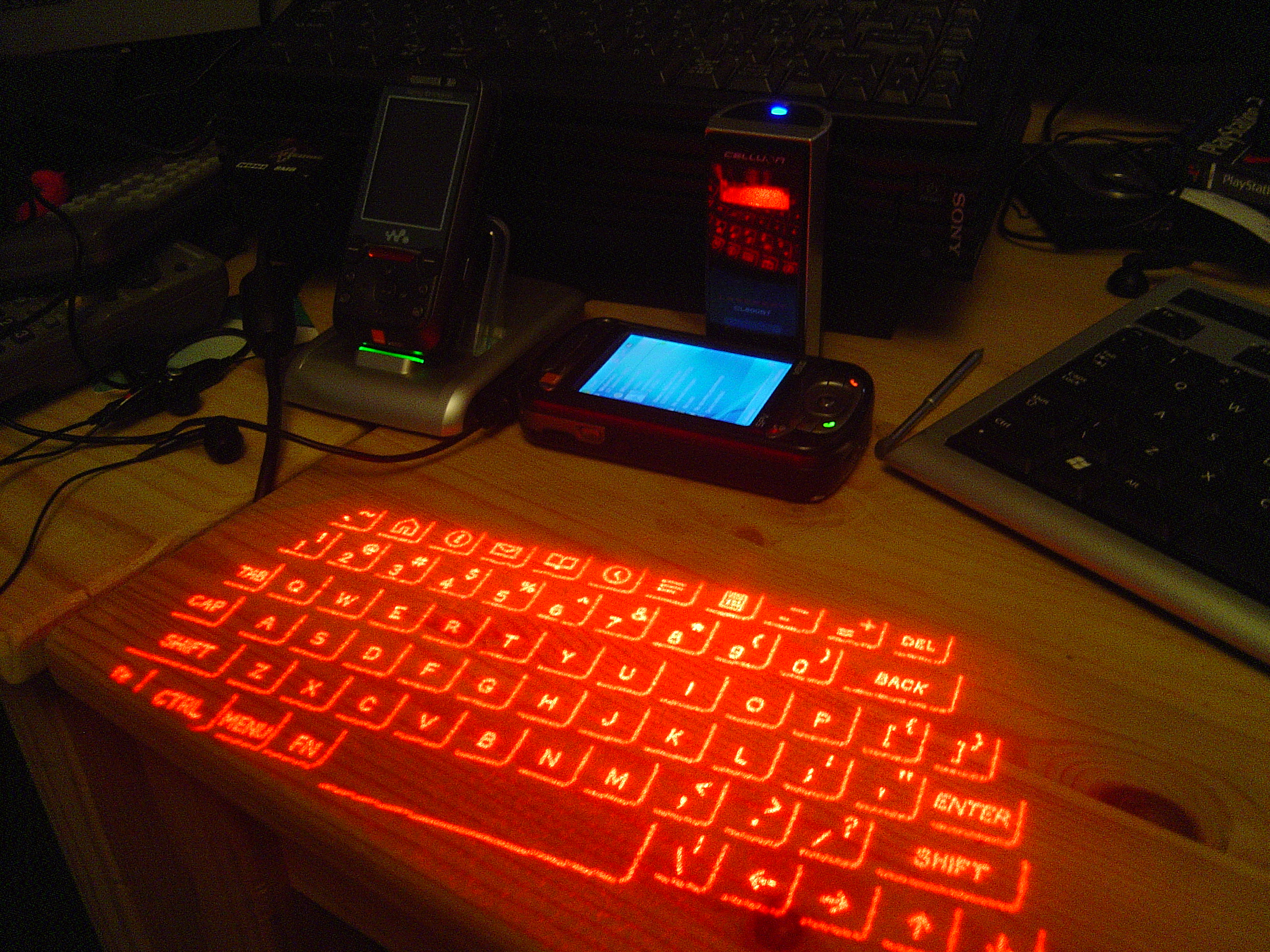
Проєкційна клавіатура.
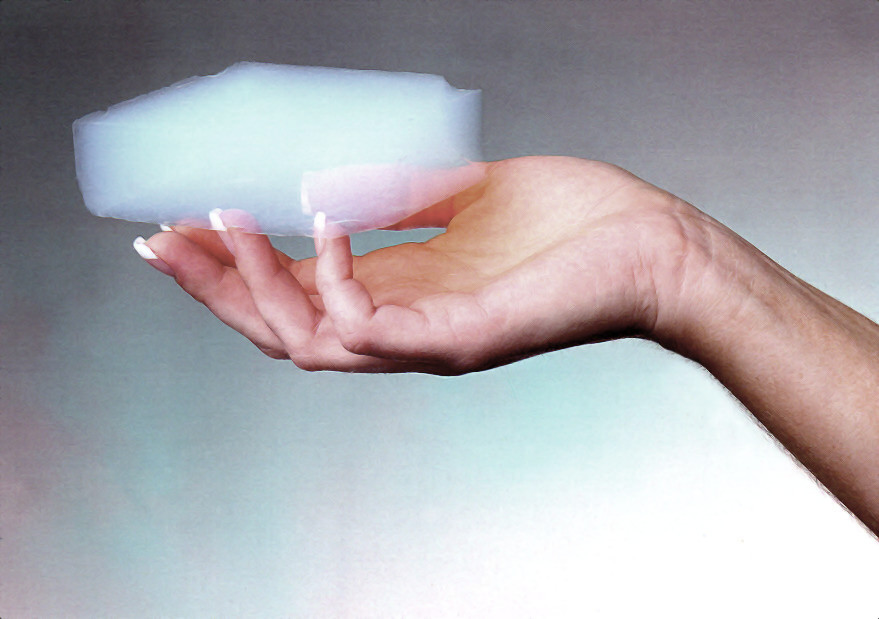
Блок аерогелю в руці.

### 2003
- Електронна сигарета: компанія «Ruyan Group Ltd.»
- Стереоскопічний 3D-дисплей: компанія «A.C.T. Kern»[21]
- Мозковий інтерфейс (без вживлення електродів)[22]
- Електромеханічний нанодвигун (наноелектромеханічний осцилятор релаксації, рухомий силами поверхневого натягу): Алекс Зеттл[23].
- Інтерфейс для уявного управління об'єктами (без вживления електродів)[24].
- Цифрові відеокамери у мобільних телефонах
- Портативний водневий електрогенератор
- Перший приватний, суборбітальний пілотований космічний корабель («SpaceShipOne»)[25]

### 2004
- Нейрокомп'ютерний інтерфейс: Браунівський університет (вживлення чипу «BrainGate» у мозок людини).[26]
- Гнучкі сонячні батареї.[27][28]
- Прототип нейтронного мікроскопа: NIST[29][30]
- Атомний годинник на чипі.[31]
- Наноманіпулятор Калпеппера: Мартін Калпеппер.[32]
- Полевий транзистор на вуглецевій нанотрубці: «Infineon»[33]
- Нейтронний мікроскоп (створено у NIST)[34]
- Мікробіологічна паливна чарунка[35]
- Перша приватна космічна ракета[36][37]
- Біонічне око[38]

### 2005
- Цифровий синтезатор запахів: Памбук Сомбун[39]
- Ноутбук на паливних елементах[40]
- Кремнієвий робот-м'яз[41]
- Прототип польового транзистора на одній молекулі[42]
- Робот, створюючий свої копії (реплікатор)[43]
- Електронний папір[44][45][46]
- Цифровий фотографічний атлас земної поверхні «Google Maps»[47]
- Штучна Мікроскопічна чорна діра[48]
- Портативний ядерний реактор[49]
- Персональний комп'ютер, що живиться від інтернет-кабелю (Poet 6000)[50]
- Вибухоімітатор[51]

### 2006
- Настільний 3D-сканер.[52]
- Перша автономна мобільна наномашина[53]
- Електронний ніс[54]
- Терагерцовий транзистор[55]
- Самовідновлювані фарби і покриття[56]
- Емісійний дисплей на вуглецевих нанотрубках[57]

### 2007
- Гнучкі акумулятори світла
- Перетворювач механічної вібрації в електричну енергію для нанопристворів[58]
- Комп'ютерні системи розпізнавання облич, що перевершують можливості людини[59]
- Інтерфейс, що визначає напрямок зору людини[60]
- Поляритонний лазер, що працює при кімнатній температурі[61]
- Бездротова підзарядка акумуляторів мобільних пристроїв[62][63]

### 2008
- Штучна хромосома: Крейґ Вентер[64]
- Великий адронний колайдер[65]
- Осцилограф, що дозволяє в деталях вивчати профіль ультракоротких світлових спалахів[66][67]
- Наноматеріали, що напряму перетворюють радіацію в електрику[68].≥
- Мемристор[69][70][71]
- Динамічна архітектура: Девід Фішер[72][73]
- Надлегкий субноутбук від «Apple» (MacBook Air)[74]
- ДНК із штучних компонентів[75]

### 2009
- Передача думки в Інтернет: університет Вісконсину[76]
- Використання ГМ-вірусів для виробництва батарейок: Массачусетський технологічний інститут[77]
- Перший плавучий вітряк (Турбіна)[78]
- Мономолекулярний діод[79]
- Зарядний пристрій на метанолі[80]
- Невидимий вентилятор (Вентилятор без лопатей)
- Самовідновлювана електроніка
- Штучні протези артерій, із задністю до пульсації[81]
- Перший біологічний 3D-принтер[82]

### 2010
- Перша жива клітина, в якій її власну ДНК замінили на штучно створену[83]
- Ультрамобільний ПК від «LG» (LG GW990)[84]

## 2010-ті

### 2012
- CRISPR-технологія редагування геномів [85]
- Oculus Rift
- Розроблено спосіб виробництва розчинної електроніки[86]
- Нова вибухова речовина — гексанітрогексаазаїзовюрцитан. Можливо, найпотужніша за всю історію людства.

### 2013
- Кісткові трансплантати з перепрограмованих людських клітин[87]
- Лазерний космічний зв'язок: НАСА

### 2014
- Розумні палички для їжі: Baidu[88]
- MEMS-наноіньєктор: Університет Брігама Янга[89]
- Мікроскоп XXI століття[90]

### 2015
- Наноелектронний робо-пристрій (NERD) — «спляча» бактерія, яку учені примусили відігравати роль надчутливого давача вологості за допомогою низки наноструктур, розташованих на її поверхні[91]
- Смартфон для молекулярної діагностики[92]